# Gebänderte Flussköcherfliege
Die Gebänderte Flussköcherfliege (Rhyacophila fasciata) ist ein Insekt aus der Ordnung der Köcherfliegen (Trichoptera). Sie wurde zum Insekt des Jahres 2013 gekürt.

## Merkmale
Die Flügel der Gebänderten Köcherfliege erreichen eine Länge von 10 bis 14 Millimeter, die Flügelspannweite beträgt nahezu 30 Millimeter. Der Körper ist etwa 10 Millimeter lang. Während der Ruhephase werden die Flügel satteldachartig über den Körper gelegt. Sie sind mit einem unregelmäßigen graubraunen Gitternetz versehen, darüber hinaus sind drei schräge, dunkle Querbinden ausgebildet. Der Körper ist gelblich braun bis gelblich grau gefärbt.
Die Larven werden 20 bis 25 Millimeter lang und sind grün gefärbt mit braunen bis gelblichen Skleriten mit dunklerer Zeichnung. Die Art kann anhand der Zeichnung von anderen Arten der Gattung unterschieden werden, die Bestimmung ist aber unsicher. Auf dem Kopf der Larven befindet sich eine dunkle dreieckige Zeichnung und an den Seiten ein breiter dunkler Längsstreifen. An den Thorakalsegmenten befinden sich drei kurze kräftige Beinpaare. Das zweite und dritte Segment ist membranös und besitzt ebenso wie die ersten acht Abdominalsegmente seitlich büschelartige Kiemenfilamente. Der Nachschieber ist mit zwei langen Seitenspornen versehen.

## Verbreitung
Die Gebänderte Flussköcherfliege ist mit Ausnahme von Irland in Europa verbreitet. Die höchste Populationsdichte wird in Mitteleuropa erreicht.

## Biologie
Die Weibchen legen die mit einer Kittsubstanz versehenen Eier einzeln in die Ritzen von Holz oder Steinen. Die aus den Eiern geschlüpften Larven leben zwischen Steinen und Geröll in schnell fließenden Bächen. Die Art bevorzugt Bachoberläufe (Epirhitral), sie ist seltener in Quellabläufen oder in größeren Bächen zu finden. Sie kommt sowohl im Flachland wie auch in den Mittelgebirgen vor, ist hier aber häufiger. Sie lebt nur in sauberen, organisch nicht oder wenig verschmutzten Bächen, ihr Indexwert nach dem Saprobiensystem ist 1,5, d. h. Schwerpunktvorkommen in den Gewässergüteklassen I und I-II.
Die Larven sind räuberisch und ernähren sich von kleinen Wasserinsekten. Die beiden kräftigen Analfüße geben den Larven in der Strömung auf dem Substrat Halt. Zusätzlich spinnt die Larve aus einer an den Mundwerkzeugen befindlichen Spinndrüse einen Sicherheitsfaden, der auf große Steine geklebt wird. Die Larven durchlaufen fünf Larvenstadien und sind im Frühjahr verpuppungsreif. Für die Verpuppung fertigen die Larven aus bis zu zehn Millimeter großen Steinchen auf einem großen Stein eine feste Kuppel an. Sie hat einen ovalen Grundriss, ist etwa 20 Millimeter hoch und bis zu 30 Millimeter lang. Innerhalb dieser Kuppel spinnt die Larve einen festen braunen Kokon und verpuppt sich darin. Die Kokonwand ist semipermeabel, der osmotische Druck darin höher als im umgebenden Wasser, so dass der Kokon durch einströmendes Wasser immer straff gespannt bleibt. Neben der nur in sauberer Umgebung ausreichend vorhandenen Beute für die Larven ist der wasserdurchlässige Kokon der Grund für die Empfindlichkeit gegenüber Umweltgiften.

Die Puppenruhe dauert etwa 14 Tage. Die Geschlechter finden einander mithilfe der vom Weibchen abgegebenen Pheromone, die das Männchen mittels seiner Fühler wahrnimmt.

## Systematik
Aus der Literatur sind die folgenden Unterarten bekannt:
- Ryacophila fasciata denticula McLachlan, 1879. Endemit der Iberischen Halbinsel (Spanien und Portugal)
- Ryacophila fasciata fasciata Hagen, 1859. In Europa weit verbreitet. Fehlt in Irland
- Ryacophila fasciata kykladica Malicky & Sipahiler, 1993. Endemit der Balkanhalbinsel
- Rhyacophila fasciata aliena Martynov, 1916. Zentralasien (Aserbaidschan, Iran)
- Rhyacophila fasciata libanica Malicky & Sipaphiler, 1993. Libanon
- Rhyacophila fasciata mysica Malicky & Sipaphiler, 1993. Türkei

## Belege
1. 1 2 3  Kuratorium Insekt des Jahres (Hrsg.) (2012): Die Gebänderte Flussköcherfliege Ryacophila fasciata. Insekt des Jahres 2013. Faltblatt des Kuratoriums Insekt des Jahres.  PDF (Memento des Originals vom 6. Juli 2014 im Internet Archive)  Info: Der Archivlink wurde automatisch eingesetzt und noch nicht geprüft. Bitte prüfe Original- und Archivlink gemäß Anleitung und entferne dann diesen Hinweis.
2. ↑  Thomas Pitsch (1993): Zur Larvaltaxonomie, Faunistik und Ökologie mitteleuropäischer Fließwasser-Köcherfliegen (Insecta: Trichoptera). Landschaftsentwicklung und Umweltforschung, Sonderheft S8.
3. ↑  U. Schmedtje; M. Colling, M. (1996): Ökologische Typisierung der aquatischen Makrofauna. Informationsberichte des Bayerischen Landesamtes für Wasserwirtschaft 4/96, 543 pp.
4. ↑  DEV (Deutsches Institut für Normung e. V.) (2003): Biologisch-ökologische Gewässergüteuntersuchung: Bestimmung des Saprobienindex (revidierte Fassung). Deutsche Einheitsverfahren zur Wasser-, Abwasser- und Schlammuntersuchung. Biologisch-ökologische Gewässeruntersuchung (Gruppe M). Berlin.
5. ↑  Wilfried Wichard, Hans-Heinrich Schmidt, Rüdiger Wagner (1993): The semipermeability of the pupal cocoon of Rhyacophila (Trichoptera: Spicipalpia). Proceedings of the 7th International Symposium on Trichoptera. Seite 25–27.
6. ↑  Christer Löfstedt, Bill S. Hansson, Erik Petersson, Peter Valeur, Andrew Richards (1994): Pheromonal secretions from glands on the 5th abdominal sternite of hydropsychid and rhyacophilid caddisflies (Trichoptera). Journal of Chemical Ecology Volume 20 (1): S. 153–170, doi:10.1007/BF02065998.
7. ↑  Rhyacophila fasciata bei Fauna Europaea. Abgerufen am 13. Dezember 2012
8. ↑  Trichoptera World Checklist (Memento des Originals vom 7. Juni 2011 im Internet Archive)  Info: Der Archivlink wurde automatisch eingesetzt und noch nicht geprüft. Bitte prüfe Original- und Archivlink gemäß Anleitung und entferne dann diesen Hinweis.